# 波恰普基
50°26′43″N 26°39′12″E / 50.44528°N 26.65333°E
波恰普基（烏克蘭語：Почапки）是位於烏克蘭西北部里夫內州裏里夫內區的村莊，始建於1563年，面積3.42平方公里，海拔高度217米，2024年人口460，人口密度每平方公里170.4人。